# YRK and
株式会社YRK and（ワイアールケイアンド、英: YRK and Corp.）は、1896年（明治29年）1月21日に創業で、大阪市中央区に本社が所在する日本のコンサルティングファーム。旧商号は株式会社ヤラカス舘本店。

## 概要
1896年1月21日に大阪・船場で創業。漆塗りの商標登録看板や、レッテル、下げ札などの商品差別化の為の印刷物を制作することから始まる。
以降、印刷業、デザイン業、セールスプロモーション業、マーケティング業と専門領域を変え、現在は「リブランドコンサルティング事業」を主とした関連事業を展開。「クライアントの事業そのものを、もっと強く、もっと持続可能な形に進化させることで、サスティナブルな社会の実現を目指す会社。」を企業ビジョンとし、事業展開を行う。
IT事業関連としては、BtoC向けデジタルコミュニケーション（WEBサイト構築、SNS運用、WEB広告運用）やBtoB向けデジタルマーケティング支援を始めとし、プラットフォームサービスの「C-SO」「MiiNA」「売技ナビ」「デジ展」などのサービス販売を行い、クライアントのDX推進支援を行う。
社内の独立組織としては、生活者を起点とした新商品・新事業研究開発チーム「UCI（User Centered Innovation）」を持ち、企業のイノベーション支援を行う。D2C事業領域としては、2013年から自社ECとなる「SoooooS」を運営。人や地球に優しいソーシャルプロダクトの販売を行っており、現在プライベートブランドも開発、販売している。現在メインのサービスとしては、2018年から本格スタートした「リブランドコンサルティング事業」。本事業では、劣化した事業にブランド戦略の導入を行うことで根本的な業績再生を支援。独自のメソッドにより、持続可能なビジネスを共創型で生み出す。また事業再生の一環として、企業のSDGs導入を軸とした「SDGsコンサルティング」、その他関連サービスとしてD2C事業支援や、営業力強化、SKUの整理を手段とした業績改善のプロデュースなども行う。2019年には、飲食店チャネル、調剤薬局などの新規チャネル最適化、開発を戦略構築する「Channel Produce」チームを開設。さらに、コミュニケーションコンサルティング事業の実展開サービスとして「BPO（ビジネスプロセスアウトソーシング）」サービスも行い、コンサルティングだけではなく、実装フェーズのアクティベートまでを一気通貫で行うことができる。
2018年9月21日、社名を「株式会社ヤラカス舘本店」から「株式会社YRK and」に変更。2023年で創業127年を迎える。独自のメソッドとして、「リブランドコンサルティング」。「CCD（コンパクトコミュニケーションデザイン®︎）」、「TMOT（Third Moment of Truth®︎）」などを掲げ、各サービスに独自性、競争優位性を持たせている。
グループ会社の株式会社BRING（旧社名：株式会社アドパック）では、アバターを活用した対話も可能な遠隔接客マネージメントシステム「バタラク」を展開。
2020年8月には、YRK&の独自サービスとなる、展示会・イベントのオンラインプラットフォーム「デジ展」がローンチ。コロナ禍で必要不可欠となる営業活動のDX領域のサービスとなる。2020年7月3日には、デジ展を活用した自社の展示会を開催。
2022年からは、独自のリブランドコンサルティングメソッドを活用し、リブランディングに特化したビジネススクール事業を展開。実際の案件・課題を持ち込み、実務レベルで課題をこなす、実践的な4ヶ月のカリキュラムで、多数の受講生を輩出。

## 沿革
- 1896年 - 中許栄之助が船場にヤラカス舘創業。レッテル、チラシ、ラベルの印刷他、漆看板制作
- 1902年 - 第1期社屋現住所へ移転。当時の得意先名簿には伊藤忠呉服太物店、高島屋呉服店、三井呉服店など現在の一流有名企業の名を見ることができる
- 1903年 - 第5回内国勧業博覧会の商品展示コンクールで一等賞獲得
- 1925年 - 新社屋完成
- 1934年 - 法人組織へ移行。株式会社ヤラカス舘本店を設立
- 1947年 - 中矢書房を開業。大衆娯楽雑誌「男女」（のちに「小説界」）の出版に乗り出す。執筆者は菊池寛、長谷川伸、菊田一夫など一流作家を動員。
- 1948年 - 東京・港区に東京連絡所開設
- 1952年 - 中許忠夫第1回海外視察・図案室発足。業界に先駆け、ヤラカス舘独自のデザイン部門を設置
- 1961年 - 総合宣伝企画室開設。トータルなマーケティング体制が確立
- 1964年 - 有限会社NIA設立。海外からデザイナーを招きデザインの国際化をはかる
- 1967年 - セールスプロモーション部門発足
- 1970年 - マーケティング部門発足
- 1975年 - 有限会社アドパック設立
- 1976年 - ダイレクトマーケティング開始。八尾プロダクトセンター完成。
- 1983年 - テレマーケティング部門発足
- 1995年 - ITソリューション部門発足
- 2000年 - フィールドマーケティング部門発足
- 2001年 - プライバシーマーク認証取得
- 2004年 - ISO14001認証取得
- 2008年 - 八尾プロダクトセンター 増床
- 2009年 - 東京事業本部 東銀座へ移転
- 2010年 - ソーシャルプロダクツ情報サイト SoooooS.運営開始。WEBコミュニケーションセンター発足。
- 2011年 - ヤラカス舘115周年
- 2012年 - ソーシャルプロダクツ普及推進協会設立参画。SoooooS.マーケットプレイス開設。UCI lab.開設。
- 2013年 - TMOT®︎ Marketing マーケティングサービス開設
- 2014年 - プライバシーマーク認証制度において、多年に亘る貢献により感謝状を授与される。ISMS認証取得（DMセンターとして）
- 2015年 - Social Media Marketingチーム発足。経営理念を改訂。
- 2016年 - 中許将一代表取締役社長就任。ヤラカス舘120周年
- 2017年 - 「リブランドコンサルティング」サービス開始
- 2018年

株式会社 YRK andに社名変更
東京クリエイティブコンサルティングチーム発足
- 2019年

大阪クリエイティブコンサルティングチーム発足
「SDGsコンサルティング」サービス開始
チャネルプロデュースチーム発足
- 2020年

コンテンツマネージメントシステム「バタラク」サービス開始（グループ会社　株式会社アドパック）
グループ会社　株式会社アドパックの社名を株式会社BRINGに変更
オンライン展示会・イベントプラットフォーム「デジ展」開始（8月本格稼働）
- 2021年

125周年
株式会社ウェーブ全株式取得により子会社化
- 2022年

　　リブランディングに特化したビジネススクール事業を展開

## 事業所
- YRK＆ OSAKA - 大阪市中央区
- YRK＆ TOKYO - 東京都中央区銀座五丁目
- 八尾M.I.D.ベース - 大阪府八尾市
- Business Engine Asia - シンガポール

## 関連会社・子会社
- 株式会社BRING
- 株式会社ウェーブ
- 株式会社ニッポン・インターナショナル・エージェンシー
- 株式会社SoooooS.カンパニー
- BUSINESS ENGINE ASIA PTE. LTD.
- 有限会社ジャパン・ポイントオブパーチェス・ソリューション
- 一般社団法人 ソーシャルプロダクツ普及推進協会（APSP）

## 公式SNS
- YouTube　https://www.youtube.com/@yrkand1896
- X　https://twitter.com/jasmine_1896
- note　https://note.com/yrkand
- facebook　https://www.facebook.com/YRKand/